# Väimela
Väimela är en ort i Estland. Den ligger i Võru kommun och landskapet Võrumaa, i den södra delen av landet, 220 km sydost om huvudstaden Tallinn. Väimela ligger 76 meter över havet och antalet invånare är 799.
Terrängen runt Väimela är platt. Runt Väimela är det glesbefolkat, med 18 invånare per kvadratkilometer. Närmaste större samhälle är Võru, 6,3 km söder om Väimela. Omgivningarna runt Väimela är en mosaik av jordbruksmark och naturlig växtlighet.